# (9050) 1991 RF29
A (9050) 1991 RF29 a Naprendszer kisbolygóövében található aszteroida. Henry E. Holt fedezte fel 1991. szeptember 13-án.